# Shaker Mountain
Der Shaker Mountain ist ein 559 m hoher Berg im westlichen Massachusetts auf dem Stadtgebiet von Hancock. Er gehört zum Gebirge der Taconic Mountains und ist Teil des Pittsfield State Forest. Namensgebend war das nahegelegene Hancock Shaker Village, eine ehemalige Siedlung der Shaker und heutiges Freilichtmuseum. Auf den mit Wald bewachsenen Berg führt von der Siedlung ausgehend der rund 8 km lange Shaker Trail.